# Rute kyrka
Rute kyrka är en kyrka på Gotland, som sedan 2010 tillhör Bunge, Rute och Fleringe församling i Visby stift.

## Historik
Större delen av kyrkan uppfördes under 1200-talet, enligt traditionen av byggmästaren Lafrans Botvidarson. Tidigare kyrka var uppförd på 1100-talet. Koret och långhuset uppfördes vid mitten av 1200-talet. Tornet tillkom troligen senare under samma århundrade. Sakristian tillkom på 1600-talet och troligen under samma århundrade tillkom en strävpelare vid långhusets nordvästra hörn.

## Interiör
Valvmålningarna stammar från senare delen av 1200-talet men kan ha föregåtts av tidigare, enklare utförda målningar. Triumfkrucifixet är från cirka 1260 och dopfunten från 1200-talets mitt. Långhusets väggar uppvisar målningar från 1400-talet. Altaruppsatsen är från 1600-talet och kommer ursprungligen från Visborgs slottskyrka. Predikstolen byggdes 1733.

### Orgel
1964 bygger Andreas Thulesius, Klintehamn, en mekanisk orgel som har en gemensam svällare för hela orgeln.
| Manual I     | Manual II         | Pedal           | Koppel |
| Rörflöjt 8’  | Gedackt 8’        | Subbas 16’      | I/P    |
| Principal 4’ | Kvintadena 4’     | Principalbas 8’ | II/P   |
| Dulcian 4’   | Principal 2’      | Rörflöjt 4'     | II/I   |
| Oktava 2’    | Blockflöjt 2’     |                 |        |
| Mixtur 3 ch  | Sesquialtera 2 ch |                 |        |
|              | Cymbel 3 ch       |                 |        |

## Kyrkogården
I kyrkogårdsmuren finns två medeltida stigluckor, en söder och en i norr. Spår av en tredje stiglucka finns i östra muren. Från söder når man kyrkogårdens nya del genom en ingång med järngrindar.

## Bildgalleri

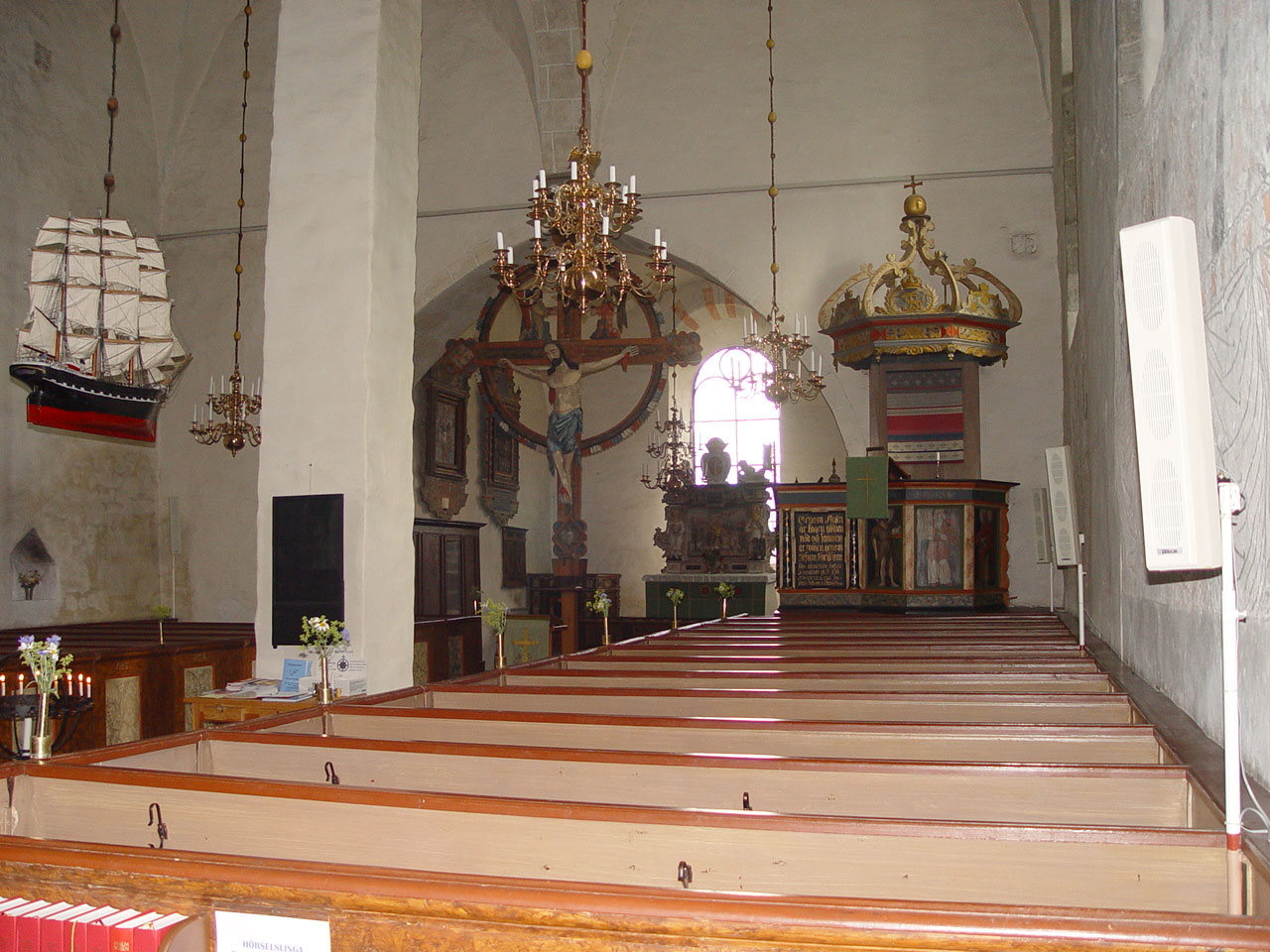
Interiör
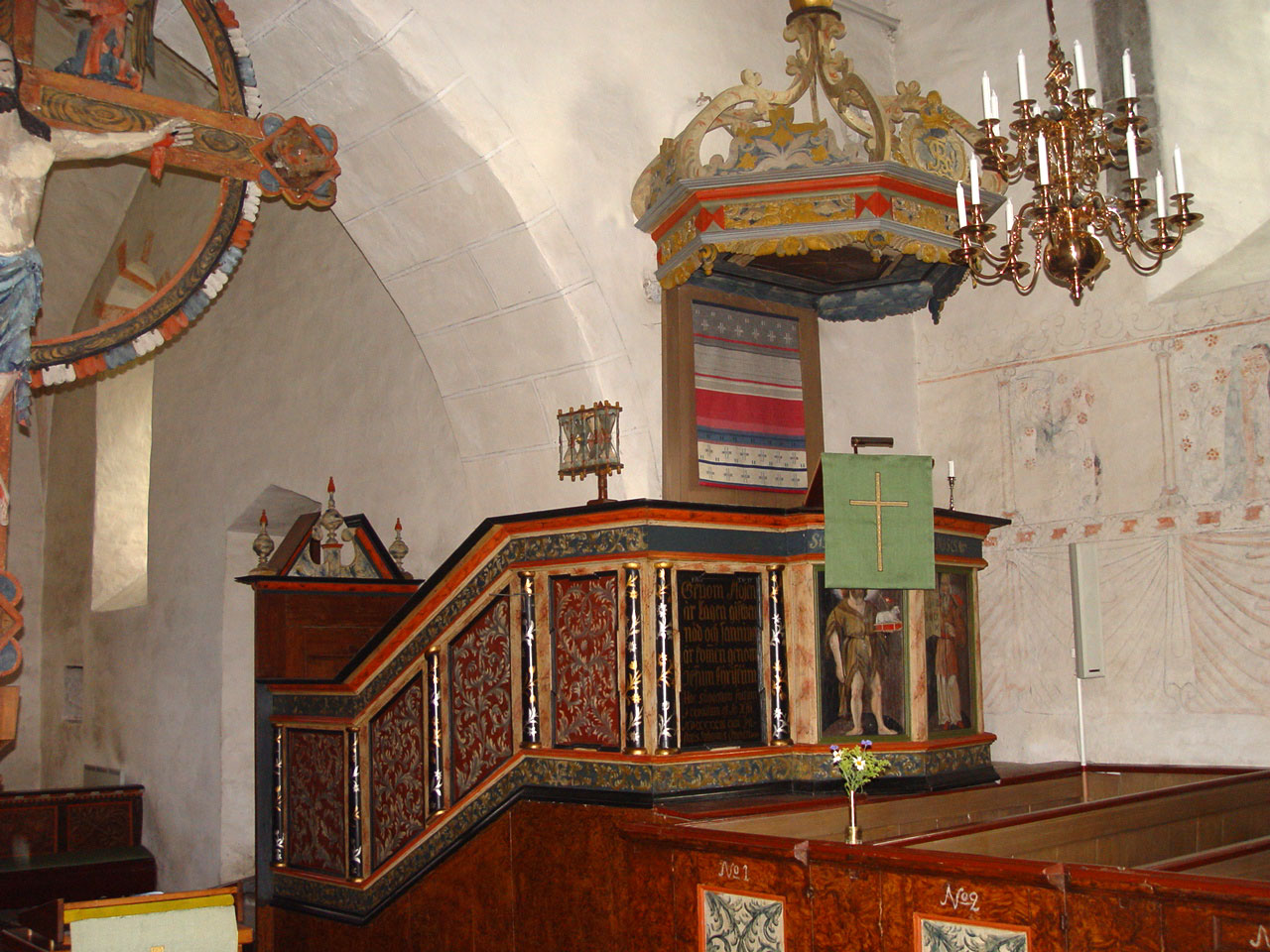
Predikstol
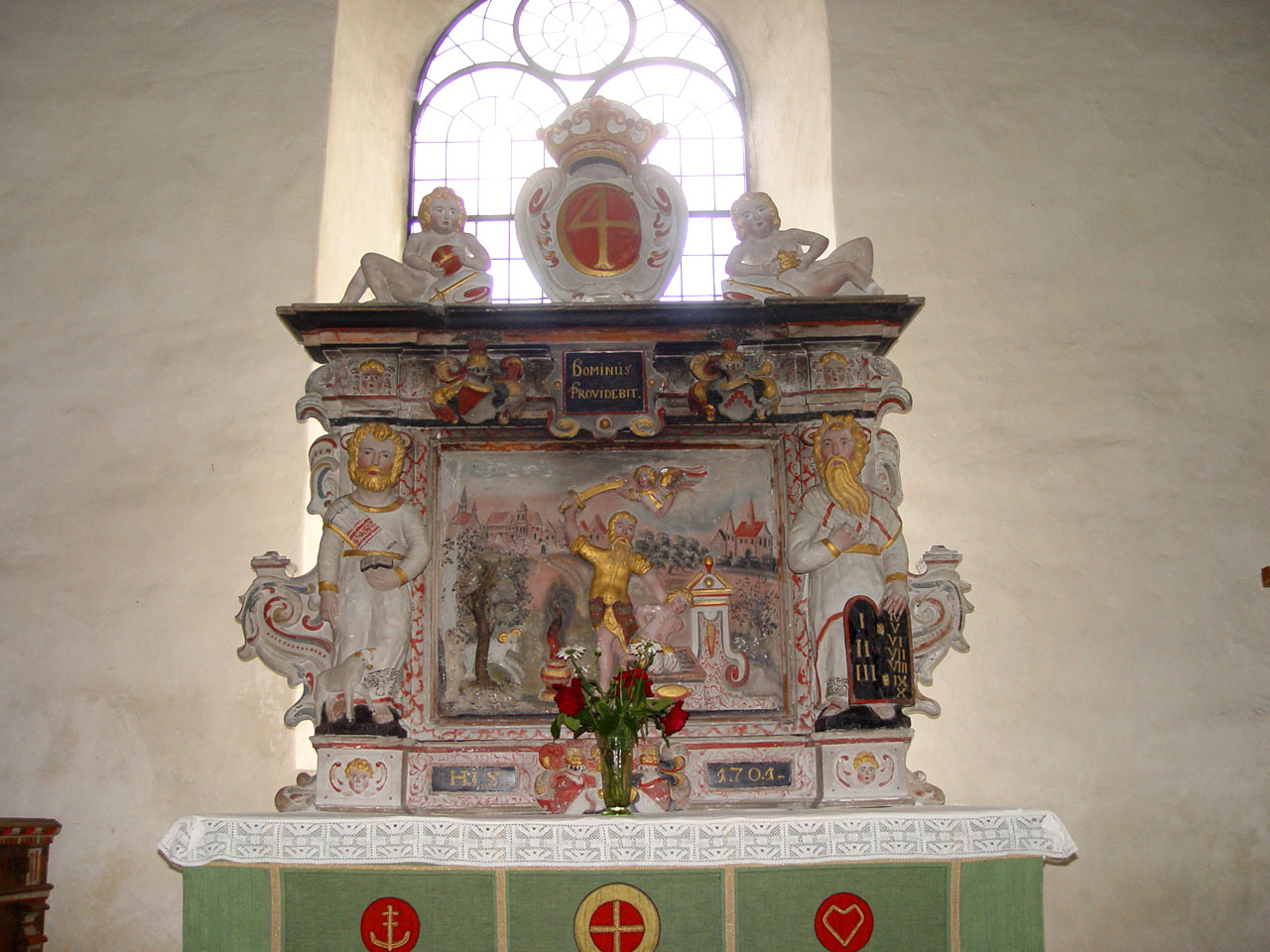
Altaruppsats i sandsten från 1620
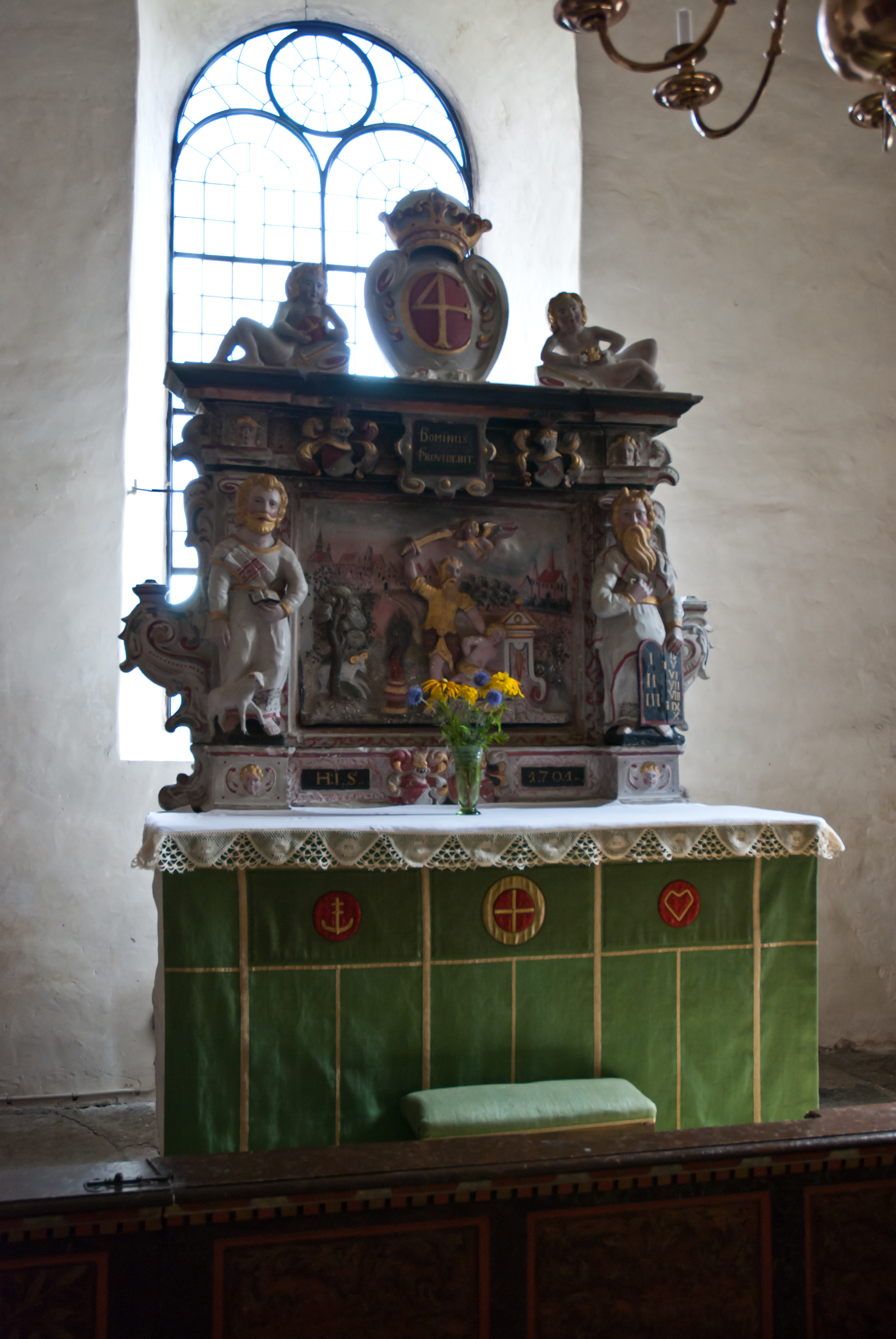
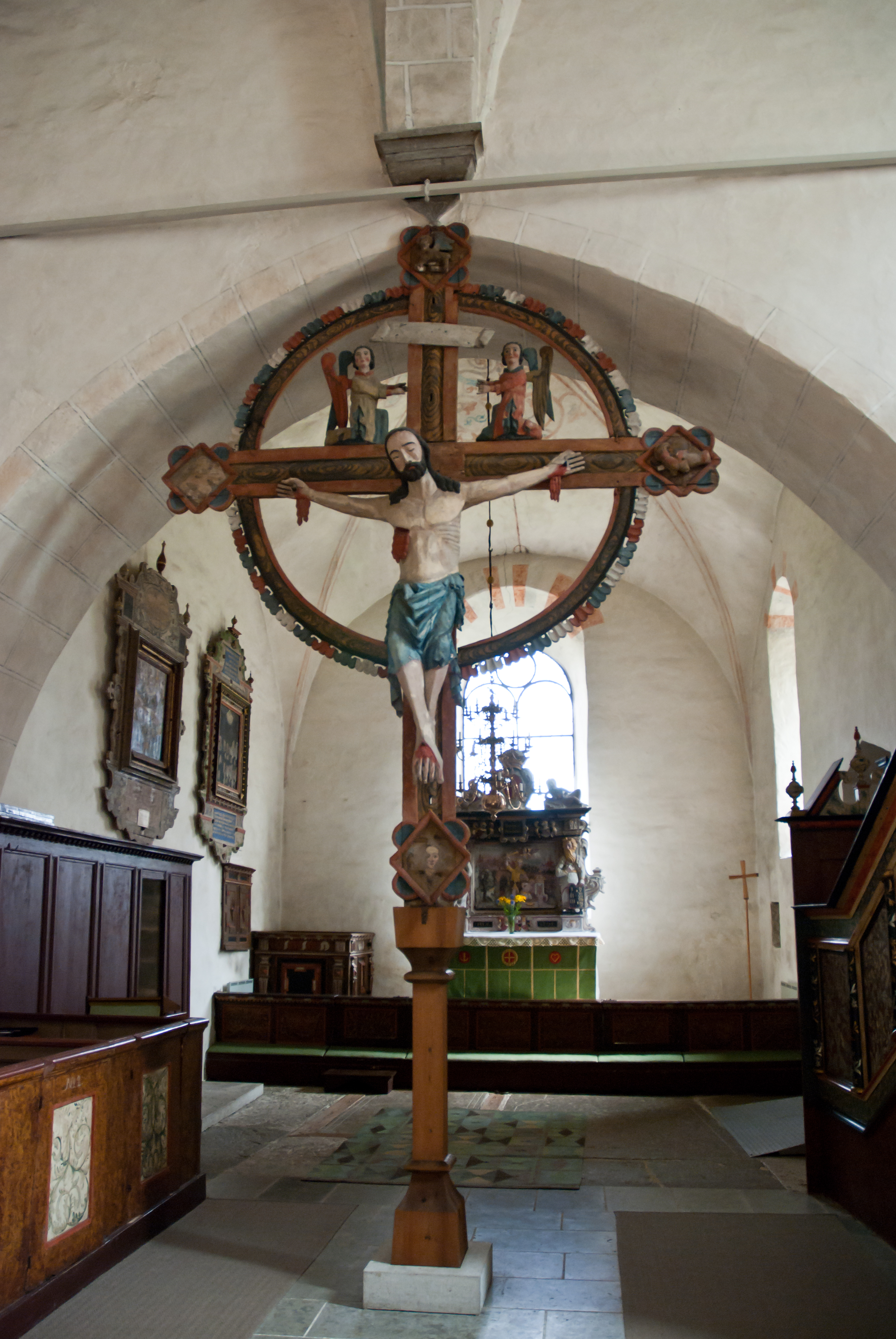
Triumfkrucifix
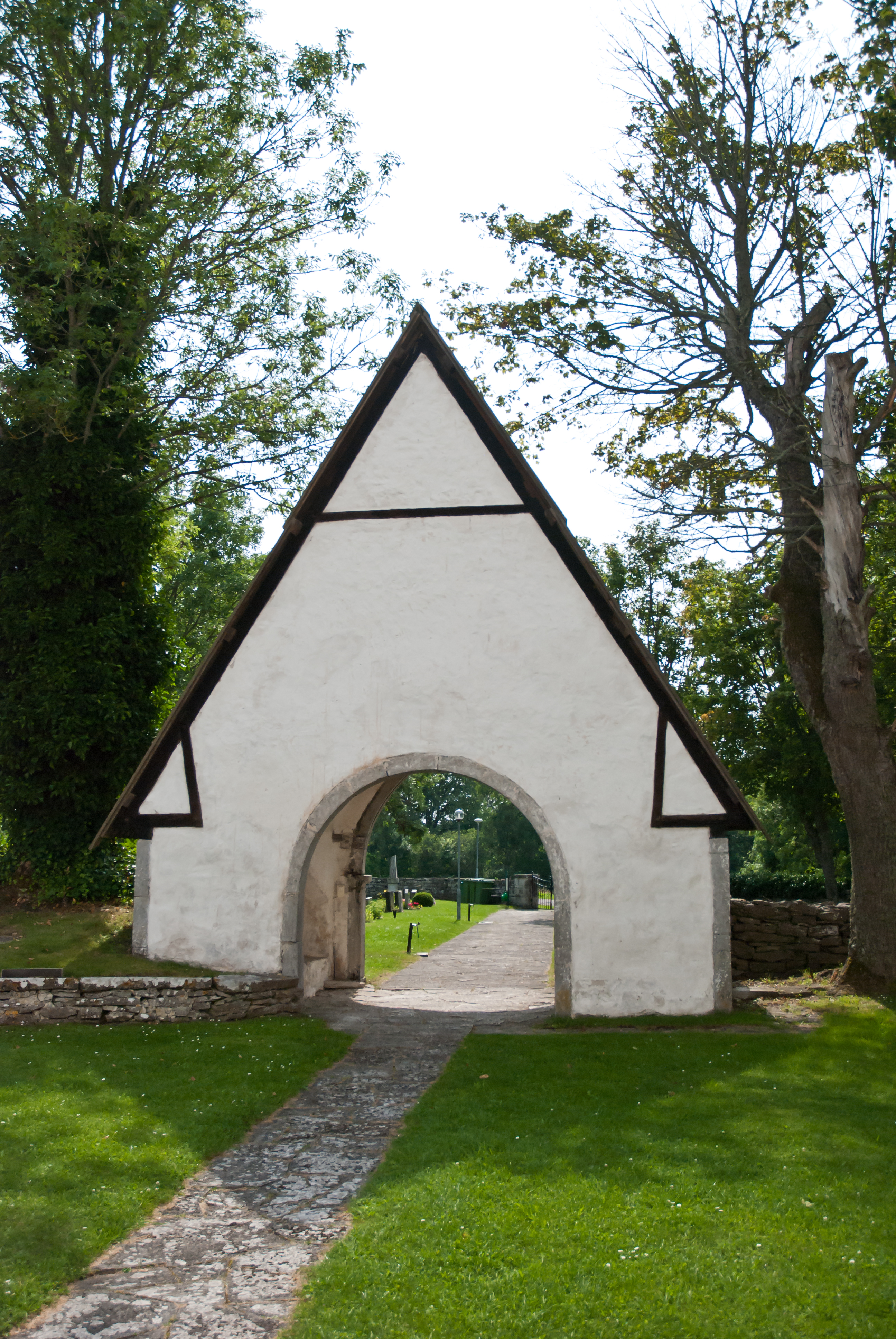
Stiglucka
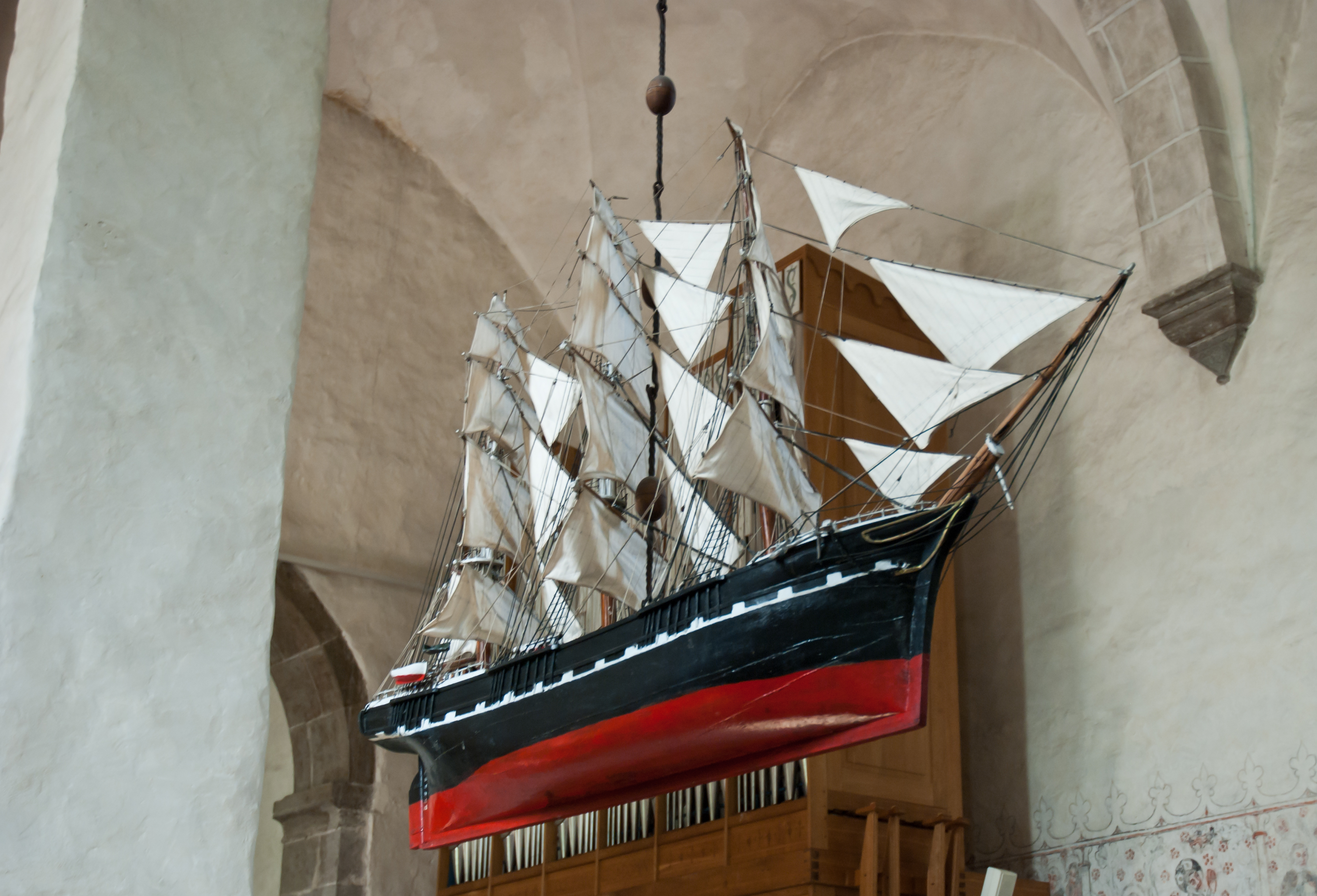
Votivskepp